# Рунівщинська сільська рада (Зачепилівський район)
Руні́вщинська сільська́ ра́да — адміністративно-територіальна одиниця та орган місцевого самоврядування в Зачепилівському районі Харківської області. Адміністративний центр — село Рунівщина.

## Загальні відомості
- Рунівщинська сільська рада утворена в 1924 році.
- Територія ради: 64,406 км²
- Населення ради: 1 218 осіб (станом на 2001 рік)
- Територією ради протікає річка Орчик.

## Населені пункти
Сільській раді підпорядковані населені пункти:
- с. Рунівщина
- с. Педашка Перша
- с. Романівка
- с. Устимівка

## Склад ради
Рада складається з 16 депутатів та голови.
- Голова ради: Оверко Василь Миколайович
- Секретар ради: Ковальова Зінаїда Іванівна

### Керівний склад попередніх скликань
| Прізвище, ім'я, по батькові | Основні відомості                                                                     | Дата обрання | Дата звільнення |
| --------------------------- | ------------------------------------------------------------------------------------- | ------------ | --------------- |
| Оверко Василь Миколайович   | Сільський голова, 1963 року народження, освіта середня загальна, член Народної партії | 26.03.2006   | 31.10.2010      |
| Оверко Василь Миколайович   | Сільський голова, 1963 року народження, освіта середня загальна, безпартійний         | 31.10.2010   |                 |

Примітка: таблиця складена за даними сайту Верховної Ради України

### Депутати
За результатами місцевих виборів 2010 року депутатами ради стали:

#### За суб'єктами висування
| Суб'єкт висування                                       | Кількість обраних депутатів | %    |
| ------------------------------------------------------- | --------------------------- | ---- |
| Партія регіонів                                         | 9                           | 56,3 |
| Самовисування                                           | 3                           | 18,8 |
| Народна партія                                          | 2                           | 12,5 |
| Комуністична партія України                             | 1                           | 6,3  |
| Політична партія Всеукраїнське об'єднання «Батьківщина» | 1                           | 6,3  |

#### За округами
| № округу                                                | Прізвище, ім'я, по батькові     | Дата визнання обраним | Освіта             | Партійна приналежність                        | Відомості про обраного депутата                                       |
| ------------------------------------------------------- | ------------------------------- | --------------------- | ------------------ | --------------------------------------------- | --------------------------------------------------------------------- |
| Комуністична партія України                             |                                 |                       |                    |                                               |                                                                       |
| 8                                                       | Безгінова Зікфріда Антонівна    | 04.11.2010            | середня спеціальна | член Комуністичної партії України             | пенсіонер                                                             |
| Народна Партія                                          |                                 |                       |                    |                                               |                                                                       |
| 3                                                       | Посадська Світлана Миколаївна   | 04.11.2010            | середня спеціальна | член Народної партії                          | ТОВ «Руновщина», головний бухгалтер                                   |
| 9                                                       | Мартін Наталія Вікторівна       | 04.11.2010            | вища               | член Народної партії                          | ТОВ «Руновщина», зав. СТФ                                             |
| Партія регіонів                                         |                                 |                       |                    |                                               |                                                                       |
| 2                                                       | Святухова Людмила Володимирівна | 04.11.2010            | середня спеціальна | член Партії регіонів                          | ПП «Гигант», продавець                                                |
| 4                                                       | Перерва Ірина Володимирівна     | 04.11.2010            | вища               | член Партії регіонів                          | Рунівщинська загальноосвітня школа I-III ст., вчитель                 |
| 5                                                       | Гусар Сергій Михайлович         | 04.11.2010            | середня            | член Партії регіонів                          | Фермерське господарство «Зоря», тракторист                            |
| 6                                                       | Остапенко Ігор Анатолійович     | 04.11.2010            | вища               | член Партії регіонів                          | Рунівщинська загальноосвітня школа I-III ст., вчитель                 |
| 10                                                      | Ковальова Зінаїда Іванівна      | 04.11.2010            | вища               | член Партії регіонів                          | Залінійнівська загальноосвітня школа, вчитель                         |
| 13                                                      | Буряк Вікторія Олексіївна       | 04.11.2010            | вища               | член Партії регіонів                          | Рунівщинська загальноосвітня школа I-III ст., вчитель                 |
| 14                                                      | Оверко Володимир Михайлович     | 04.11.2010            | середня            | член Партії регіонів                          | Рунівщинська амбулаторія, водій                                       |
| 15                                                      | Бурдужа Ганна Кіндратівна       | 04.11.2010            | середня            | член Партії регіонів                          | тимчасово не працює                                                   |
| 16                                                      | Опаленик Василь Іванович        | 04.11.2010            | середня спеціальна | член Партії регіонів                          | тимчасово не працює                                                   |
| Політична партія Всеукраїнське об'єднання «Батьківщина» |                                 |                       |                    |                                               |                                                                       |
| 7                                                       | Вигнан Володимир Миколайович    | 14.11.2010            | середня            | член Всеукраїнського об'єднання «Батьківщина» | пенсіонер                                                             |
| Самовисування                                           |                                 |                       |                    |                                               |                                                                       |
| 1                                                       | Шуманський Олександр Михайлович | 04.11.2010            | середня            | позапартійний                                 | Рунівщинська загальноосвітня школа I-III ст., оператор газових котлів |
| 11                                                      | Овчаренко Любов Миколаївна      | 04.11.2010            | середня спеціальна | позапартійна                                  | КП «Руновщина», бухгалтер                                             |
| 12                                                      | Гусар Надія Миколаївна          | 04.11.2010            | середня спеціальна | позапартійна                                  | Рунівщинська загальноосвітня школа I-III ст., педагог організатор     |

## Населення
Згідно з переписом УРСР 1989 року чисельність наявного населення сільської ради становила 1281 особа, з яких 547 чоловіків та 734 жінки.
За переписом населення України 2001 року в сільській раді мешкало 1196 осіб.

### Мова
Розподіл населення за рідною мовою за даними перепису 2001 року:
| Мова       | Відсоток |
| ---------- | -------- |
| українська | 91,22 %  |
| російська  | 8,05 %   |
| молдовська | 0,41 %   |
| білоруська | 0,33 %   |